# Pedetes
Pedetes es un género de roedor anomaluromorfo de la familia Pedetidae. Se denominan liebres saltadoras, pese a no estar relacionadas con las liebres. Son africanas.

## Especies
- Pedetes capensis
- Pedetes surdaster
- Pedetes laetoliensis (Davies, 1987) (extinta)[1]

Durante el siglo XX las especies vivas (y ocasionalmente la prehistórica) se han mezclado en P. capensis.